# Alexander Becht
Alexander Becht (* 8. Januar 1986 in Marburg)  ist ein deutscher Schauspieler.
Becht absolvierte nach seinem Realschulabschluss eine Schauspielausbildung an der Akademie für Darstellende Kunst Regensburg. Im Herbst 2007 spielte er in der ProSieben-Neuverfilmung des Kriegsfilm-Klassikers Die Brücke die Hauptrolle des Ernst Scholten. Zuvor war er für die Hauptrolle des Leonard „Lenny“ Cöster in  Gute Zeiten, schlechte Zeiten (GZSZ) gecastet worden und war von Dezember 2007 bis April 2010 in der täglichen Seifenoper zu sehen. Drei Monate später kam er für einen Gastauftritt zurück.
Von September 2013 bis Januar 2014 war er in der Rolle des irischen Austauschschülers Brian O’Reilly in der Telenovela Rote Rosen zu sehen.
Bis heute ist er in diversen Kino und Fernseh Produktionen zu sehen.
Er wirkte im Jahre 2010 an der Präventionskampagne des Vereins Vergiss Aids nicht e. V.

## Filmografie (Auswahl)
| 2022 | Blutige Anfänger (Ep.-Hauptrolle)                  | Irina Popow          | ZDF, Serie           |
| 2020 | Soko Stuttgart (Ep.-Hauptrolle)                    | Patrick Winczewski   | ZDF, Serie           |
| 2018 | Soko Potsdam – Ein dreckiges Spiel                 | Stefan Bühling       | ZDF, Serie           |
|      | Tierärztin Dr. Mertens – Nachwuchs (durchg.-Rolle) | Heidi Kranz          | ARD, Serie           |
|      | Soko Wismar (Ep.-Hauptrolle)                       | Esther Wenger        | ZDF, Serie           |
| 2017 | Letzte Spur Berlin – Unvergessen                   | Christoph Stark      | ZDF, Reihe           |
|      | Notruf Hafenkante (Ep.-Hauptrolle)                 | Dietmar Klein        | ZDF, Serie           |
|      | Tierärztin Dr. Mertens – Ausklang (durchg.-Rolle)  | Thomas Durchschlag   | ARD, Serie           |
| 2016 | Böse Wetter                                        | Johannes Grieser     | ARD, Fernsehfilm     |
|      | Der Staatsanwalt (Ep.-Hauptrolle)                  | Johannes Grieser     | ZDF, Reihe           |
| 2015 | Soko Stuttgart (Ep.-Hauptrolle)                    | Christoph Eichhorn   | ZDF, Serie           |
| 2014 | Schatten der Vergangenheit (HR)                    | S. Kreutzer/M. Kloth | Kino                 |
|      | Engelsbua (AT) (Hauptrolle)                        | Sarah Koch           | Ovidfilms, Kino      |
|      | Wo willst Du hin, Habibi ? (AT)                    | Tor Iben             | Duellmann Film, Kino |
| 2013 | Das Adlon-Eine Familiensaga (Hauptcast)            | Uli Edel             | ZDF, Mehrteiler      |
|      | Die Bergretter (Ep.-Hauptrolle)                    | Dirk Pientka         | ZDF, Serie           |
|      | Morden im Norden (Ep.-Hauptrolle)                  | Dirk Pientka         | ARD, Serie           |
|      | Notruf Hafenkante (Ep.-Hauptrolle)                 | Oren Schmuckler      | ZDF, Serie           |
| 2012 | Schuld sind immer die anderen                      | Lars-Gunnar Lotz     | FFL Film, Kino       |
|      | Versammelt (Hauptrolle)                            | Christin Freitag     | dffb, Abschlussfilm  |
|      | Forsthaus Falkenau (durchg.-Hauptrolle)            | diverse              | ZDF, Serie           |
| 2011 | Away (Hauptrolle)                                  | Christian Gleich     | Kinokurzfilm         |
|      | Forsthaus Falkenau (durchg.-Hauptrolle)            | diverse              | ZDF, Serie           |
| 2010 | Forsthaus Falkenau (durchg.-Hauptrolle)            | diverse              | ZDF, Serie           |
| 2009 | Blow Back (Hauptrolle)                             | Oliver Bender        | Kinokurzfilm         |
| 2008 | Die Brücke (Hauptrolle)                            | Wolfgang Panzer      | Pro 7, TV Movie      |

### Theater (Auswahl)
| Jahr      | Titel                                | Regie              | Produktion                   |
| --------- | ------------------------------------ | ------------------ | ---------------------------- |
| 2009 - 10 | Viel Lärm um nichts (Don Juan)       | Nina Claassen      | Theater am Mondsee, Salzburg |
| 2009      | Don Camillo und Peppone (Messdiener) | Peter Shaffer      | Stadttheater Regensburg      |
|           | Trotz aller Therapie (Bruce)         | Meike Fabian       | Stadttheater Regensburg      |
| 2008 - 09 | Amadeus (Haushofmeister)             | Peter Shaffer      | Stadttheater Regensburg      |
| 2007      | Frühlingserwachen (Melchior)         | Michael Blumenthal | Stadttheater Regensburg      |